# 圣艾蒂安拉蒂耶
圣艾蒂安拉蒂耶（法語：Saint-Étienne-la-Thillaye，法語發音：[sɛ̃.t‿etjɛn la tijɛ] ⓘ）是法国卡尔瓦多斯省的一个市镇，属于利雪区。

## 地理
圣艾蒂安拉蒂耶（49°17'23"N, 0°7'7"E）面积12.36 平方千米，位于法国诺曼底大区卡爾瓦多斯省，该省份为法国西北部沿海省份，北濒大西洋英吉利海峡，东北与滨海塞纳省以海上边界相接，东临厄尔省，南至奧恩省，西与芒什省接壤。
与圣艾蒂安拉蒂耶接壤的市镇（或旧市镇、城区）包括：欧日地区博蒙、图克河畔博讷维尔、卡纳普维尔、格朗维尔、勒镇、圣马丹欧沙尔特兰、图尔热维尔。

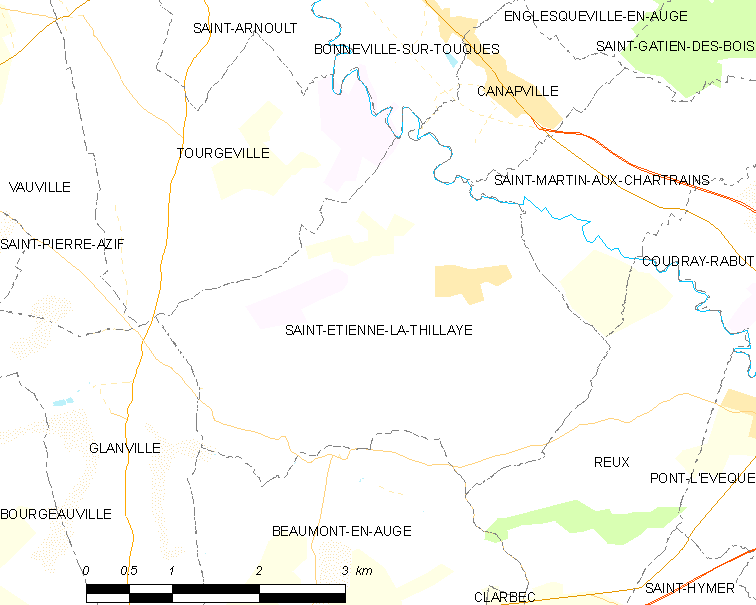
圣艾蒂安拉蒂耶的OSM定位图

圣艾蒂安拉蒂耶的时区为UTC+01:00、UTC+02:00（夏令时）。

## 行政
圣艾蒂安拉蒂耶的邮政编码为14950，INSEE市镇编码为14575。

## 政治
圣艾蒂安拉蒂耶所属的省级选区为蓬莱韦克县。

## 人口

1962-2008年间圣艾蒂安拉蒂耶人口变化图示

圣艾蒂安拉蒂耶于2022年1月1日时的人口数量为381人。